# Anello Di Accumulazione
Anello Di Accumulazione (w skrócie: AdA, pol. pierścień magazynujący) – pierwszy włoski akcelerator cząstek; pierwszy na świecie zderzacz cząstek i antycząstek (negatonów i pozytonów) oraz pierwszy na świecie magazyn antymaterii. Zbudowany w 1961 w Laboratorium Narodowym we Frascati. Projekt nadzorował Bruno Touschek.

## Historia
7 marca 1960 Bruno Touschek, austriacki fizyk teoretyczny, wygłosił we Frascati wykład o procesie anihilacji elektron-pozytron. Zaproponował budowę małego pierścienia zderzeniowego do przeprowadzania takich zderzeń, który wykorzystać miałby istniejący synchrotron elektronowy o energii 1,1 GeV. Zagadnienie magazynowania i akumulacji wiązek uważano tutaj za najtrudniejszy, stąd accumulazione w nazwie urządzenia. Jednak po dyskusji uznano pomysł za celny i już tydzień później placówka przeznaczyła na projekt 8 milionów lirów (później budżet eksperymentu zwiększono do 20 mln lirów). Touschek został kierownikiem projektu, Giorgio Ghigo - specjalistą od spraw technicznych, a Carlo Bernardini - specjalistą od spraw teoretycznych. 16 marca przygotowano wstępny kosztorys prac a już 20 kwietnia złożono pierwsze zamówienia na materiały.
W ciągu roku powstało prototypowe urządzenie. Miało 160 cm średnicy i umieszczone było w magnesie o masie 8,5 tony. 27 lutego 1961 po raz pierwszy udało się w nim zmagazynować wiązkę cząstek (nie wiedziano wówczas czy były to elektrony czy pozytrony).
AdA rozpędzała cząstki do energii 250 MeV. W lipcu 1962 urządzenie zostało przeniesione do Laboratorium Akceleratorów Liniowych w Orsay we Francji, gdzie zasilano je elektronami o jeszcze większej energii. Między grudniem 1963 a kwietniem 1964 przeprowadzono pierwsze zderzenia elektron-pozytron. Wiarygodne dane potwierdzające zajście anihilacji elektronów i pozytronów opublikowano 16 lipca 1964.

## Znaczenie
AdA była przede wszystkim urządzeniem o charakterze inżynieryjnym a nie naukowym. Nie służyła do zbierania danych naukowych i mimo stosunkowo krótkiego czasu pracy (do 1964), pokazała w praktyce, że możliwe jest budowa i działanie zderzacza elektronowo-pozytronowego. Zespół Ada wykazał także, że możliwe jest magazynowanie wiązki elektronowej nawet przez 40 godzin. Po AdA we Włoszech powstały kolejne podobne urządzenia, jak ADONE (1967), czy DAFNE (1997). W trakcie prac z AdA odkryto efekt Touscheka i rozwiązano wiele technicznych problemów dotyczących formowania i przechowywania wiązek elektronów i pozytronów.
5 grudnia 2013 Włoski Narodowy Instytut Fizyki Jądrowej przy Laboratorium Narodowym we Frascati został wyróżniony przez Europejskie Towarzystwo Fizyczne.

## Podstawowe parametry
W nawiasie wartości po przeniesieniu urządzenia do Francji.
| Parametr                         | Typowa wartość     |
| -------------------------------- | ------------------ |
| Energia na wiązkę                | 250 (200) MeV      |
| Obwód                            | 4,1 m              |
| Intensywność wiązki              | ~1025 cząstek/cm²s |
| Prąd wiązki                      | ~0,05 mA           |
| Energia wiązki inżektora         | (1000 MeV)         |
| Maks. natężenie indukcji magnet. | 1,1 T              |
| Indeks pola n                    | 0,55               |
| Jakość próżni                    | <1 nTr             |
| Napięcie RF                      | 7,5 (5) kV         |